# Richard M. Noyes
Richard Macy Noyes (* 6. April 1919 in Champaign, Illinois; † 25. November 1997) war ein US-amerikanischer physikalischer Chemiker.

## Leben und Werk

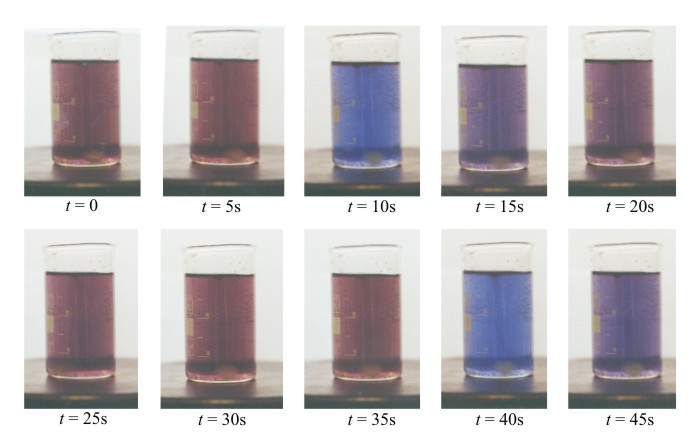
Die Belousov-Zhabotinsky-Reaktion in einem gerührten System mit Ferroin

Noyes wurde 1959 Professor für Chemie an der University of Oregon, wo er 1984 emeritiert wurde. Sein Forschungsgebiet war die Kinetik mit Schwerpunkt auf der Untersuchung von oszillierenden Reaktionen. Richard J. Field, Endre Körös und Noyes entwickelten 1972 ein Modell, den so genanntem FKN-Mechanismus oder Oregonator zur Beschreibung der Belousov-Zhabotinsky-Reaktion. Im Jahr 1976 klärte er zusammen mit Kumud R. Sharma den Reaktionsmechanismus der Bray-Liebhafsky-Reaktion auf.
Noyes erhielt zahlreiche Ehrungen und Auszeichnungen. So erhielt er 1955 das Guggenheim- und 1964 das Fulbright-Forschungsstipendium. 1970 wurde er Fellow der American Physical Society. In den Jahren 1978 und 1979 erhielt er den Alexander von Humboldt Senior American Scientist Award. Er wurde 1977 zum Mitglied der National Academy of Sciences und 1989 zum Mitglied der American Academy of Arts and Sciences gewählt. Er veröffentlichte 190 wissenschaftliche Beiträge in verschiedenen Journalen. Außerdem war er Associate Editor des Journals of Physical Chemistry. Zu seinem 70. Geburtstag wurde er von diesem Journal mit einer Festschrift geehrt.
Er ist der Sohn des Chemikers William A. Noyes.

## Werke
- 1985 (mit P. G. Bowers). Gas evolution oscillators. In Oscillations and Traveling Waves in Chemical Systems, eds. R. J. Field and M. Burger, pp. 473 - 92. New York: Wiley-Interscience.
- 1986. Kinetics and mechanisms of complex reactions. In Investigations of Rates and Mechanisms of Reactions, vol. 6, part 1, ed. C. F. Bernasconi, pp. 373 - 423. New York: John Wiley & Sons.

| Personendaten    | Personendaten                             |
| ---------------- | ----------------------------------------- |
| NAME             | Noyes, Richard M.                         |
| ALTERNATIVNAMEN  | Noyes, Richard Macy (vollständiger Name)  |
| KURZBESCHREIBUNG | US-amerikanischer physikalischer Chemiker |
| GEBURTSDATUM     | 6. April 1919                             |
| GEBURTSORT       | Champaign (Illinois)                      |
| STERBEDATUM      | 25. November 1997                         |